# Monsters at Work
Monsters at Work és una sèrie de televisió estatunidenca creada per Bobs Gannaway i emesa originalment el 7 de juliol 2021 per la cadena Disney Channel en format HDTV. Es basa en Monsters, Inc.

## Repartiment
- John Goodman - James P. "Sulley" Sullivan
- Billy Crystal - Michael "Mike" Wazowski
- Ben Feldman - Tylor Tuskmon
- Mindy Kaling - Val Little
- Henry Winkler - Fritz
- Lucas Neff - Duncan P. Anderson
- Alanna Ubach - Katherine "Cutter" Sterns
- Jennifer Tilly - Celia Mae